# شیخلر، قوبوستان
شیخلر (به لاتین: Şıxlar) یک منطقه مسکونی در جمهوری آذربایجان است که در شهرستان قوبوستان واقع شده‌است.